# Суперзлочин
Суперзлочин (англ. Two Shades of Blue) — американський трилер 1999 року.

## Сюжет
Сьюзен Прайс, наречена вбитого Джека, стає єдиною підозрюваною. Вона ховається від поліції, змінює ім'я і зовнішність і починає власне розслідування. Сьюзен дізнається, що Джек спланував і організував вбивство помічниці міського прокурора. Вона намагається вистежити найманого вбивцю, але зупинити злодіяння не встигає. Поліція застає її прямо на місці злочину.

## У ролях
| Актор         | Роль              |
| ------------- | ----------------- |
| Рейчел Гантер | Сьюзан Прайс      |
| Марлі Метлін  | Бет Макденіелс    |
| Гері Б'юзі    | Джек Рейнольдс    |
| Ерік Робертс  | Келвін Стезі      |
| Ентоні Наталі | Тодд              |
| Петсі Піз     | Гвен Рейнольдс    |
| Е.Дж. Джонсон | Ліза              |
| Роберт Нотт   | детектив Альварес |
| Рой Ейджлофф  | детектив Роджерс  |
| Роберт Міано  | Елвін Стоун       |